# 女医・優〜青空クリニック〜
『女医・優〜青空クリニック〜』（じょい・ゆう あおぞらクリニック）は、東海テレビ・フジテレビ系列で、2004年6月28日から9月24日まで放送された昼ドラ。
北海道羽幌町の天売島の診療所のストーリー。現地での撮影も行われた。

## あらすじ
東京の大学病院の優秀な内科医・藤井優は、過酷な現場と大学病院ならではの複雑な人間関係から、「医療には心はいらない、必要なのは最新の設備と技術」と、現実的な考えを持っていた。ところが恩師と再会したことで、「一人でも多くの人を病気から救ってあげたい」という思いが蘇る。今の自分に疑問を感じた優は、全てを捨てる覚悟で、恩師に紹介された北海道・天売島の診療所に赴任することを決意した。訪れた島の診療所は、設備も不十分で島民からはよそ者として信用されず、己の力に限界を味わうことになるが、島で暮らす中で、島民たちからの信頼と応援を得て、自身も心を成長させていく。

## キャスト
- 藤井 優（→柴田 優）

演 - 木内晶子
東京から天売島に移住した内科医。赴任当初は島民からよく思われておらず、大学病院勤務時はチームプレーが主だったためかひとりになると急患時の対応（道本土への救急搬送要請など）がまったくもってできなかったがゆえに、常勤看護師の朝美から医者失格だといわんばかりに平手打ちを見舞われて、距離を置かれていた。末期の膵臓癌を患っていた勝之の前妻・美幸を看取ったことで勝之に心惹かれていったが、勝之にも末期の骨髄腫が発覚。余命幾許もない状況で医師として何もしてやれない無力感と絶望感に苛まれていたときに、間借り先の大家でもある多恵に医師としてではなく人として何かできないのかと問われ、（両親を相次いで亡くして身寄りが無くなる）ひかりの新しい母親になることを決意、これをひかりに伝えた。その結果、ひかりが快諾してくれたため、勝之にプロポーズ。ひかりや島民らに祝福されつつ勝之と入籍、同時にひかりの養母になった。暫しの結婚生活の後に継娘のひかりとともに勝之の最期を看取った。勝之の死後も継娘のひかりと天売島で暮らしており、ひかりから自身と同じ医師への道を志すことを知らされた。
- 柴田勝之

演 - 大浦龍宇一
天売島の役場支所に勤務する公務員。前妻の美幸と娘のひかりと3人で暮らしていた。美幸と死別後はひかりとふたり暮らしだったが、美幸の最期をともに看取った優に心惹かれていった。優とひかりに内緒で札幌の病院まで出向いて受診した検診で、自身にも末期の骨髄腫が発覚。余命幾許もない中で優との再婚には様々な葛藤（智也の親族より美幸の生前から不倫関係にあったことまで疑われ、本庁にいる上司の横山にも知られることにもなった）があったものの、優がひかりの母親になりたい思いをこめたプロポーズを受け入れて、優と入籍。死別を経て間もない再婚であったが、優のプロポーズした理由もあって娘のひかりや島民らからは温かく祝福された。暫しの結婚生活の後に、現妻の優と娘のひかりに看取られてこの世を去った。
- 柴田ひかり

演 - 野村涼乃
小学校低学年。公務員の父・勝之と実母・美幸と暮らしていたが、美幸が末期の膵臓癌で他界。母親の死をまったく受け入れられず、弔問に訪れた優まで追い返してしまった。しかも、勝之と優の仲、つまりは伴侶を亡くして間もないのにも関わらず、ほかの女性に現を抜かす勝之をよく思っていなかった。そのため、学校で暴力沙汰を起こしたり、（美幸の後を追う目的で）家出をして勝之や優はもとより、島民らを困らせたこともしばしばあった。その一方で、勝之が末期の骨髄腫に侵されていたことを知り、両親が相次いで亡くなって身寄りが無くなることを恐れ、（結果的には亡くなったが）実母の美幸を献身に診察・看病してくれた優に自身の新しい母親になってほしかったものの、この思いを言葉では伝えることがどうしてもできずにいた。その矢先に優がひかりの母親になりたいと伝えると、（血が繋がらなくとも、親子になりたかった思いが互いに通じたせいか）優の胸に飛び込んで泣きじゃくりながら快諾した。その結果、勝之と優は入籍することができて、ひかり自身も父親の再婚を島民らとともに心から祝福した。優を迎え入れて再び三人家族に戻った生活の後に、養母の優とともに勝之の最期を看取った。
両親の死後も養母の優と天売島で暮らしており、優と亡き両親に医師への道を志すことを伝えた。優を『おかあさん』と呼ぶひかりに躊躇いの表情はまったく無かった。
- 柴田美幸

演- 渋谷琴乃
勝之の前妻でひかりの実母。公務員の夫・勝之と娘のひかりと3人で暮らしていた。末期の膵臓癌を患っており、札幌の大病院で治療を受けることを勧められるが、在宅医療にこだわって島を離れようとしない。容姿とは裏腹に短気で嫉妬深いゆえに、勝之との関係を邪推して主治医の優に掴みかかったり、刃傷沙汰を起こしかけたこともあった。最終的には勝之とひかり、主治医（前述のとおり勝之の後妻かつひかりの養母となる）の優に看取られてこの世を去った。
- 星野朝美（天売島診療所の看護師） - 赤座美代子
- 港大輔（天売島にあるウミネコ食堂の主） - デビット伊東
- 港響子（大輔とは兄妹の関係と装う） - 湖映佳奈子
- 鶴巻多恵（優が独身の頃に間借りしていた商店・鶴巻百貨店の店主） - 福井裕子
- 鶴巻哲平（多恵の孫） - 芦田昌太郎
- 横山（羽幌の役場本庁に勤める勝之の上司） - 肥後克広（ダチョウ倶楽部）
- 広瀬智也（優の元婚約者で弁護士を目指すパラリーガル） - 西興一朗
- 島村内科部長（優が東京の病院に勤務していた頃の上司） - 加藤茶（ザ・ドリフターズ）
- 川田敏江（優の恩師） - 岸田今日子
- 杉沢（患者の家族） - 本村健太郎

## スタッフ
- 企画 - 鶴啓二郎（東海テレビ）
- 原作 - 軽部潤子「青空クリニック」
- 脚本 - 深沢正樹、大原久澄
- 広報 - 植木圭一（東海テレビ）、山本聡美（東海テレビ）
- プロデューサー - 市野直親（東海テレビ）、浦井孝行（国際放映）、櫻井美恵子（国際放映）
- 演出 - 藤木靖之、吉野晴亮
- 音楽 - 渡辺博也
- 制作 - 東海テレビ放送、国際放映　テレビ静岡

## 主題歌
- 「lost angel」 歌：day after tomorrow
  - レーベル：avex trax